# 小笠原貞長
小笠原 貞長（おがさわら さだなが、生没年不詳）は、鎌倉時代後期から南北朝時代の人物。

## 概要
小笠原宗長の子。『寛政重修諸家譜』によれば兄の貞宗と同母で、父宗長の次男とするが、『尊卑分脈』は「一男」とする。「阿波小笠原系図」では宗長の子「長貞（彦太郎）」は祖父長氏の養子としている。
信濃国細長久に居住し、某年新田義貞と戦って討死した。子の高長（六郎・六郎二郎、美濃守）が跡を継いだ。
永和元年（1375年）正月17日、日本弓太郎との号を賜ったという